# Nicola Chapman, Baroness Chapman
Nicola Jane Chapman, Baroness Chapman (* 3. August 1961 in Leeds; † 3. September 2009 ebenda) war eine britische Life Peeress.

## Leben
Chapman studierte Mathematik und Betriebswirtschaft am Trinity und All Saints College in Leeds.  Im Jahr 2004 wurde sie zum Life Peer als Baroness Chapman, of Leeds in the County of West Yorkshire ernannt und war die erste Person mit einer angeborenen Behinderung (Osteogenesis imperfecta), die in jüngerer Zeit zum Peer ernannt wurde. Ihre Ernennung kam auf Empfehlung der House of Lords Appointments Commission zustande. Sie war zuvor von der Habinteg Housing Association nominiert worden, einer Organisation, die Menschen mit Behinderungen unterstützt und deren Vorsitz sie innehatte. Ebenfalls war sie Vorsitzende der Leeds United Disabled Supporters Organisation.